# الزامات عمومی مربوط به طراحی سالن‌های چندمنظوره
الزامات عمومی مربوط به طراحی سالن‌های چند منظوره
تمام عملکردها حتی تفکر و اندیشیدن نیز نیاز به فضا دارد. هر نوع عملکردی که جهت برنامه دهی انتخاب می‌شود نیازمند فضایی است که در آن به وقوع می‌پیوندد. جهت برآورد میزان فضاهای مورد نیاز هریک از عملکردها باید به تعیین استاندارد فضایی برای آن‌ها اقدام شود. معمولاً این اطلاعات به صورت میزان سرانهٔ مورد نیاز برای هر فردی که با آن عملکرد ارتباط دارد ارائه می‌گردد. استاندادرد فضا را می‌توان با استفاده از روش‌های مختلف زیر به دست‌آورد:
1. استفاده از منابع استاندارد
2. از طریق بررسی شرایط مشابه در ساختمان‌های موجود
3. از طریق طراحی تجربی فضاهای مورد نیاز

الزامات عمومی سالن‌های چند منظوره
۱. به‌طور کلی توصیه می‌شود، ورزش‌های فوتسال، هندبال، بسکتبال، تنیس، والیبال، بدمینتون و ژیمناستیک به صورت یکجا در سالن چند منظوره تعبیه شوند.
۲. ابعاد زمین ورزشی در سالن‌های چند منظوره مطابق اندازه‌های زمین فوتسال در نظر گرفته شود. بدین ترتیب در سطح ملی اندازه این زمین ۲۵*۴۲ متر و در سطح استانی ۱۸*۳۸ متر (بدون احتسابفضاهای جانبی) می‌باشد.
۳. حداقل ارتفاع سالن‌های چند منظوره برابر با ارتفاع زمین بدمینتون در نظر گرفته می‌شود. بدین منظور ارتفاع سالن در سطح ملی۹/۱ متر می‌باشد.
۴. حداقل حریم در نظر گرفته شده برای زمین بازی در این سالن ،۳ متر از طرفین است.
۵. در این سالن لازم است ۳ گونه اتاق در نظر گرفته شود که شامل اتاقهای استراحت و تعویض لباس بازیکنان و مربیان، اتاق انبار و نگهداری از تجهیزات، اتاق مسیول سالن می‌شوند.
1. می‌بایست ایجاد دسترسی مستقیم بین اتاق‌های تعویض، سرویس‌های بهداشتی و روشویی‌های دو تیم اجتناب کرد.
2. محل قرارگیری اتاق مربیان هر تیم باید به گونه‌ای باشد که دسترسی به رختکن بازیکنان تیم مربوطه به سهولت امکان‌پذیر باشد.

۸. در نظر گرفتن حداقل ۲ اتاق برای استراحت و تعویض لباس بازیکنان و دو اتاق مربی الزامی است.
۹. لازم است اتاق امداد و اتاق کمک‌های اولیه در بخشی از فضای سالن پیش‌بینی شود که انتقال مصدوم و دسترسی به تجهیزات لازم در کوتاهترین زمان به سهولت ممکن باشد.
۱۰. توصیه می‌شود در فاصله هر ۱۰ متر، مسیری برای خروج از سالن پیش‌بینی شود.